# Сальвемини, Гаэтано (историк)
Гаэта́но Сальве́мини (8 сентября 1873, Мольфетта, Бари, Апулия, Италия — 6 сентября 1957, Сорренто, Кампания) — итальянский политический деятель, историк, публицист.

## Биография
Закончив в 1896 году университет во Флоренции по специальности «литература», преподавал историю в университете города Мессины. Во время землетрясения в городе, произошедшего 28 декабря 1908 года, Гаэтано Сальвемини единственный из своей семьи остался жив.
После этой трагедии Сальвемини переехал в Пизу, где был профессором истории, затем преподавал и во Флоренции.

## Политическая деятельность
Ещё в 1893 году Сальвемини примкнул к социалистическому движению (вышел из социалистической партии в 1911 году).
С начала XX века был одним из лидеров демократического крыла «меридионалистов» (итал. meridionale — «южный»), боровшихся за ликвидацию экономической отсталости южных регионов Италии и их возрождение. Сальвемини призывал к радикальному решению проблемы южного крестьянства.
В 1919—1921 годах был депутатом парламента.
После прихода к власти в Италии Бенито Муссолини (1922) Сальвемини начал выступать с резкой критикой фашизма, за что в 1925 году был арестован и судим. Ему была дана возможность эмигрировать, и он уехал во Францию, где стал одним из руководителей антифашистского движения «Справедливость и Свобода» (итал. «Justicia e liberta»).
Сальвемини ездил по Европе и США с лекциями, в которых разоблачал Гитлера и Муссолини и предупреждал о грозящей миру опасности. Ориана Фаллачи в своей книге «Ярость и гордость» упоминает Сальвемини и его борьбу против фашизма. В частности, она цитирует одну из афиш, оставшихся от устраиваемых Сальвемини акций: 

Воскресенье, 7 мая, 1933, в 2 часа 30 минут Антифашистский митинг в отеле «Ирвинг Плаза». «Ирвинг Плаза», 15-я улица, Нью-Йорк. Профессор Г. Сальвемини, всемирно известный историк, выступит на тему «Гитлер и Муссолини». Митинг будет проводиться под эгидой итальянской организации «Справедливость и Свобода». Вход 25 центов.— 
В 1934—1948 годах Сальвемини жил в Кембридже (США), преподавал в Гарвардском университете.
В 1949 году вернулся в Италию, где до конца жизни возглавлял кафедру истории во Флорентийском университете.